# Jia Dao
Jia Dao (779-843) (chinois : 賈島 ; chinois traditionnel : 賈島 ; pinyin : Jiǎ Dǎo ; Wade : Chia Tao) est un poète chinois de la dynastie Tang et un contemporain du renommé poète Han Yu. Son nom de courtoisie est Langxian (浪仙). Il se fait moine bouddhiste, puis il retourne à la vie séculière et occupe des postes modestes comme fonctionnaire. Il ne connaît pas de grande carrière professionnelle et il vit pauvrement. Toutefois, il fréquente les poètes renommés de l’époque et il a un talent exceptionnel pour la poésie.

## Biographie

### Moine
Jia Dao naît en 779 près de l’actuelle Beijing. Il grandit dans une famille nécessiteuse. Vers 788, il quitte sa ville natale. Sans moyens de subsistance, il vit pauvrement. Alors, il se rend au mont Heng du Nord pour devenir moine vers 793. Il y reçoit le nom bouddhiste Wuben et se surnomme lui-même « l’homme de la montagne Jieshi » (碣石山人) p. 278. En mars 793, il soumet des poèmes à Han Yu. Ce dernier le rencontre et à partir de ce moment-là, devient son mentor et ami. Cette rencontre est la plus grande chance que Jia Dao a eue dans sa vie. Puis, Jia Dao accompagne Han Yu à la capitale Chang'an et Han Yu l’encourage à quitter les ordres et à participer aux examens impériaux. Jia Dao ne laisse pas le monastère et restera moine encore environ dix ans. Par contre, il accepte l’idée des examens impériaux et il passe la plupart de son temps dans les temples de Fanyang à étudier les textes sacrés, à réviser et se préparer pour ces examens. Il se consacre aussi à l’écriture de poèmes. Tout ce travail lui permet d’acquérir une solide base culturelle par ses propres moyens. Il réside, entre autres, au temple Qinglong, puis à Luoyang, ensuite, dans la région de la montagne sacrée Song.
À l’hiver de 806, Jia Dao se rend à Chang’an et visite à Han Yu (728-864) et  Zhang Ji (v. 776–v.829). C’est à ce moment-là qu’il se lie d’amitié avec ce dernier. Grâce à Han Yu, il rencontre aussi le poète Meng Jiao (751–814). Ensemble, ils forment un cercle de poètes éminents, qui inclut Han Yu, Meng Jiao, Zhang Ji, Jia Dao et Li He, cercle basé dans la « capitale politique et littéraire Chang'an, aujourd’hui Xi'an, la plus grande ville du monde à l’époque et principal lieu de résidence de Jia Dao »,. Beaucoup de ces poètes, camarades littéraires et collègues de Han Yu appartenant milieu officiel deviennent de bons amis de Jia Dao. En novembre, Jia Dao retourne à Fanyang pour finir de se préparer pour les examens impériaux p. 282.

### Retour à la vie laïque
Vers l’âge de trente-trois ans, Jia Dao abandonne la vie monastique pour retourner à la vie laïque. Il vit de postes de fonctionnaire administratif pour subsister. En 812, il participe pour la première fois aux examens impériaux (pour le doctorat), mais il échoue. Par la suite, il échouera à plusieurs reprises, se battant sans cesse, mais sans succès, ce qui est très frustrant pour lui p. 283. À la suite de ces échecs, il est nommé à divers postes subalternes en province. En 821, Jia Dao vit avec les poètes Zhu Qingyu, Gu Feixiong, Li Xuan, et le moine Wuke chez Yao He, le préfet de Wannian, et il compose divers poèmes. L’année suivante, à l’âge de 44 ans, Jia Dao réussit enfin à passer l’examen impérial et devint jinshi (進士) (érudit diplômé) à Chang'an après un parcours difficile et misérable. Ce parcours ardu le conduit à écrire le poème La cigale malade pour critiquer les fonctionnaires et les hauts dignitaires.
| Chinois 病蝉飞不得 向我掌中行。 拆翼犹能薄， 酸吟尚极清。 露华凝在腹， 尘点误侵睛。 黄雀并鸢鸟， 俱怀害尔情 | Traduction libre La cigale malade ne peut voler, elle marche au milieu dans ma main. Ses ailes brisées peuvent encore battre faiblement, Son chant, bien que douloureux, reste clair. La rosée se condense dans son ventre, Des grains de poussière touchent ses yeux par erreur. Les moineaux jaunes et les faucons, Tous nourrissent des intentions malveillantes à son égard. |

Ce poème lui vaut une disgrâce et il est alors exilé dans une province lointaine p. 287. Toujours à cause de cet écrit, il semble qu’il n’a pas obtenu de poste officiel concret. On ne sait pas à quel moment il sort de cet exil. Il continue à écrire des poèmes et à occuper des fonctions mineures dans l’administration impériale. À l’automne 824, il navigue plusieurs fois avec Han Yu et Zhang Ji sur la rivière Nanxi (南溪) p. 18. Deux ans plus tard, il réside à Chang'an et compose des poèmes avec Zhang Ji et Yao He p. 21-22.

### Exil au Sichuan
En septembre 837, en raison de calomnie, Jia Dao est rétrogradé et exilé. Il est nommé secrétaire de la préfecture de Changjiang d’où un de ses surnoms « Jia Changjiang » p. 33. Deux ans plus tard, à la fin de son mandat, Jia Dao est transféré à la fonction de commissaire de l’entrepôt militaire de la province de Puzhou p. 34. Le gouverneur de la province lui propose de devenir un fonctionnaire dans le bureau des corrections, mais Jia Dao refuse.

### Décès
Sous le règne de l’empereur Tang Wuzong (r. 840-846), il est transféré du poste de responsable des entrepôts à celui de responsable des finances, mais il meurt à sa résidence officielle de Puzhou avant de pouvoir occuper cette fonction.
Jia Dao n’a jamais connu de succès dans sa carrière officielle, occupant quelques petits postes insignifiants, presque incapable de subvenir à ses besoins. Il a vécu pauvre et malheureux, composant laborieusement ses poèmes. Mais, il n’a jamais cessé de fréquenter les poètes célèbres de son époque, poètes auxquels il s’est lié d’amitié. Il visitait régulièrement des poètes comme Han Yu, Zhang Ji, Yao He, Liu Zongyuan, Meng Jiao, etc., et il était très bien intégré dans ce cercle littéraire. « Jia Dao était aussi une personne particulière, ayant quitté le monastère pour revenir au monde, récitant des sutras et écrivant des poèmes. ». Il a consacré toute sa vie à la poésie et son œuvre est remarquable.
En tant que poète avec un passé de moine, Jia Dao était bien accueilli autant dans les ermitages que dans les temples. On lui a donné d’ailleurs le nom de courtoisie Langxian (浪仙) ce qui signifie « Immortel Vagabond ».
Dans le livre Poésie complète des Tang (全唐诗) (Guotangshi), il y a au moins trente-huit poèmes des poètes de la fin de la dynastie Tang qui rendent hommage à Jia Dao.

## Poésie

### Recueil du Yangtsé
Jia Dao a écrit le Recueil du Yangsé (长江集). Ce livre contient plus de trois cent quatre-vingt-dix poèmes. Plusieurs de ces poèmes dégagent une sensation de naturel et de pureté. Certains relatent ses séjours non seulement parmi les éléments religieux, mais également au sein de la communauté laïque des lettrés.

### Les poèmes: style et métrique
Jia Dao excelle dans les poèmes réguliers en pentasyllabes et il accorde une grande importance au travail des mots et des phrases. Il fait « partie d’un groupe connu sous le nom de « poètes qui composent dans la souffrance », car ils cherchent à trouver le ou les mots justes pendant des jours, voire des années ». Ses poèmes décrivent régulièrement des paysages désolés et silencieux avec des atmosphères souvent solitaires.
Il écrit à la fois des gushi discursifs et des jintishi lyriques.
Ses poèmes qui ont subsisté à ce jour sont au nombre de quatre cent quatre. Parmi ceux-ci, les « Poème d’adieu » sont les plus nombreux soit près d’une centaine.
Ses œuvres ont été critiquées comme étant « minces » par le politicien et poète Su Shi.

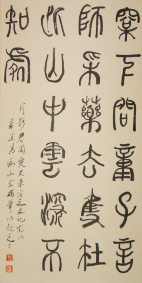
《尋隱者不遇》
Cherchant l’ermite sans le trouver
par Jia Dao (賈島)
Voir ce poème ci-contre.

### Poème
Le poème le plus représentatif de Jia Dao est Cherchant l’ermite sans le trouver  (寻隐者不遇) (Xun Yin Zhe Bu Yu).

#### Cherchant l’ermite sans le trouver
| Chinois 松下问童子， 言师采药去。 只在此山中， 云深不知处。 | Traduction libre Sous le pin, j’interroge un jeune garçon, Il dit que le maître est parti cueillir des herbes. Il est seulement dans cette montagne, Mais les nuages sont si denses qu’on ne sait où |